# Shannon M. Kent
Shannon M. Kent foi uma linguista e oficial da marinha estadunidense. Em 2019, Kent foi morta em um ataque do Estado Islâmico em Manbij, na Síria.